# Herefordský skot
Herefordský skot je plemeno skotu, typické středním tělesným rámcem a červeno-bílým zbarvením. Je to celosvětově nejrozšířenější masné plemeno tura domácího. Herefordský skot je chován především ve Spojeném království, v Severní i v Jižní Americe, v Austrálii a na Novém Zélandu a dále v Jihoafrické republice. V České republice je v současné době třetím nejčastěji chovaným plemenem masného skotu.

## Původ a vývoj plemene
Základem současného herefordského skotu je původní červený skot z anglického hrabství Herefordshire. Původně bylo šlechtění zaměřeno na získání pracovního, tažného skotu velkého tělesného rámce, čehož se dosáhlo přikřížením bílého velšského skotu. Tím se ve zbarvení objevily bílé znaky. Vznikající plemeno bylo v průběhu 17. století zušlechťováno vlámským skotem, od něhož se odvozuje dominantní bělohlavost herefordů. První plemenná kniha byla v Anglii vydána už v roce 1846. Další šlechtění v průběhu 19. století, směřované již na masnou užitkovost, vedlo ke zmenšení tělesného rámce a zlepšení ranosti plemene.
Herefordský skot se záhy dostal i na americký kontinent, kde začal být ve větším množství chován po skončení občanské války. Zde byla vyšlechtěna i bezrohá forma plemene, snad přikřížením plemen red polled a durham. Plemeno se vyvíjí v současnosti a pokračuje šlechtění jednak ke zlepšení masné užitkovosti, tak i exteriéru.

## Charakteristika
Herefordský skot je plemeno středního až většího tělesného rámce, býci dorůstají hmotnosti 850–1050 kg, krávy 500–650 kg. Zvířata mají jemnou kostru a jsou silně osvalená s dobře vyvinutými plecemi, hrudník je hluboký a široký a končetiny silné a spíše kratší. Chová se ve dvou formách, rohaté a bezrohé (tzv. polled hereford).
Zbarvení těla je typické tmavě červené, hlava a spodní část krku, hruď, spodní část břicha, ocas, pruh táhnoucí se od týlního hrbolu ke kohoutku zvířete a spěnky, záprstí a nárty jsou bílé. Mulec je vždy růžový. Od podobného českého strakatého skotu se liší menším tělesným rámcem, hrubší kostrou a méně rozvinutým vemenem u krav.
Herefordský skot je nenáročný, dobře se přizpůsobuje různým klimatickým podmínkám, je raný, plodný, dlouhověký a má vysokou schopnost využívat pastvu. Je otužilý a chodivý a dobře se uplatní při extenzivním chovu na pastvinách v podhorských a horských oblastech, protože dosáhne dobré produkce i na méně kvalitní pastevním porostu. Rychle dospívá, porody nebývají obtížné a krávy mají vynikající mateřské vlastnosti. Průměrný denní přírůstek býků v testaci je 1320 g, zvířata nemají sklon k tučnění, maso je jemně mramorované, křehké a šťavnaté.

## Hereford v České republice
Do roku 1990 byl herefordský skot jediným na našem územím čistokrevně chovaným masným plemenem. První kusy byly do tehdejší ČSSR na základě rozhodnutí vlády dovezeny v roce 1974. Jednalo se o bezrohé herefordy z Kanady, celkem bylo importováno 51 plemenných býků a 1053 jalovic do vybraných podniků v Západních Čechách. V roce 1977 byly dovezeny další zvířata, opět z Kanady, do JZD Rimavská Sobota. Zvířata se vyznačovala spíše menším tělesným rámcem. Z Kanady však nebyl převzat standard, chovný cíl ani metodika chovu, absence plemenářské práce i kontroly užitkovosti tak vedla u českých herefordů k upevnění nežádoucích užitkových i exteriérových vlastností. Proto se v Česku po revoluci spíše než herefordský skot začala chovat jiná, z Francie dovezená plemena, Aberdeen Angus a Charolais. Počátkem 90. let začal být český herefordský skot zušlechťován a modernizován dovozem dalších zahraničních plemenných zvířat, především opět z Kanady, později byl nákupem zvířat z Kanady a z Německa založen i chov rohaté formy hereforda. Dovozy plemeníků a spermatu býků ze zámoří, z Kanady a z Dánska již vedly ke zvýšení kohoutkové výšky i hmotnosti chovaných zvířat.

## Fotogalerie

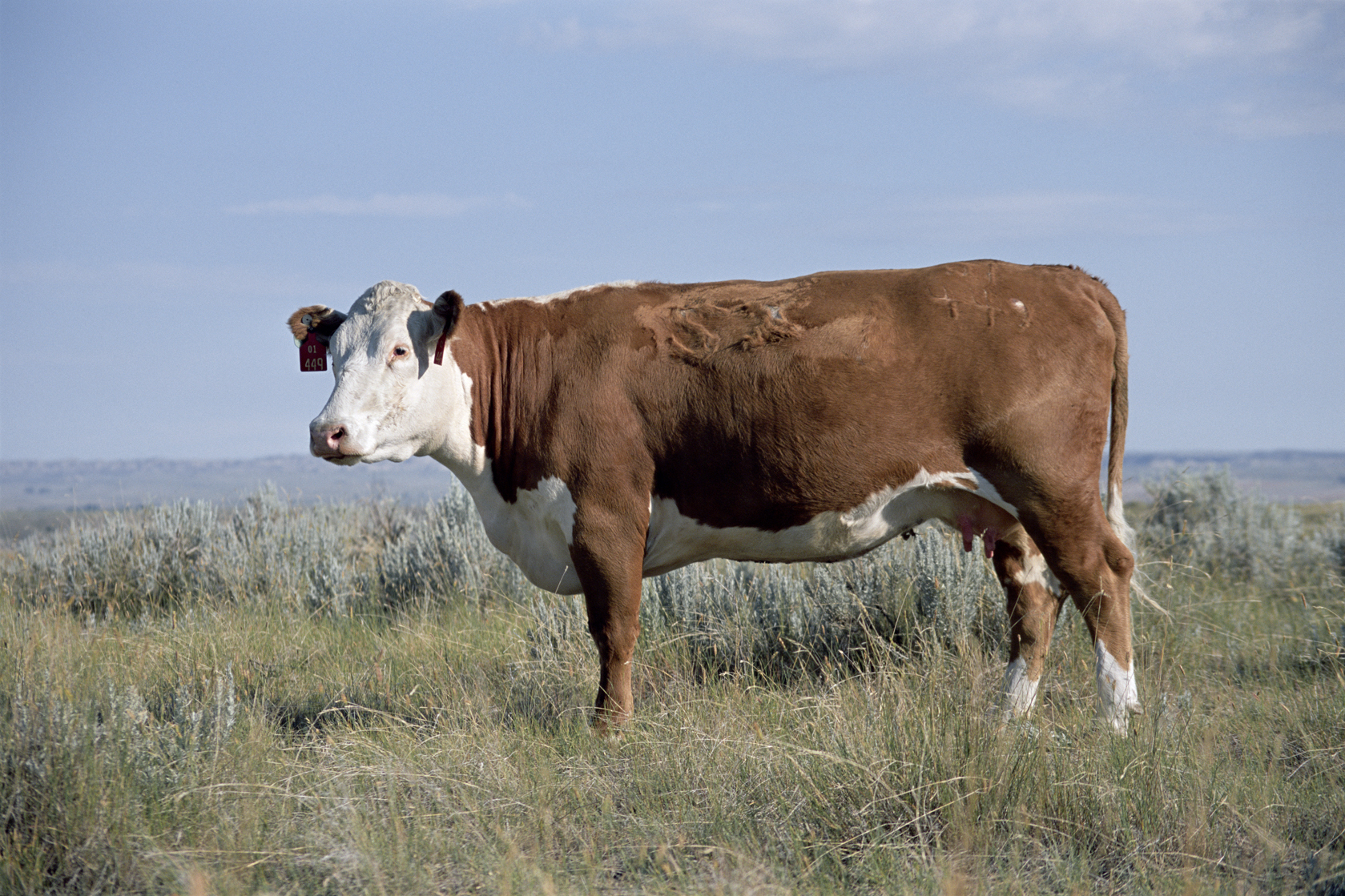
Kráva plemene hereford
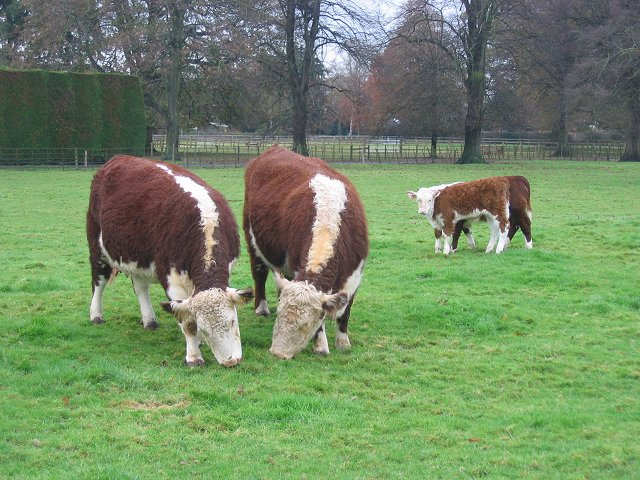
Pasoucí se herefordi
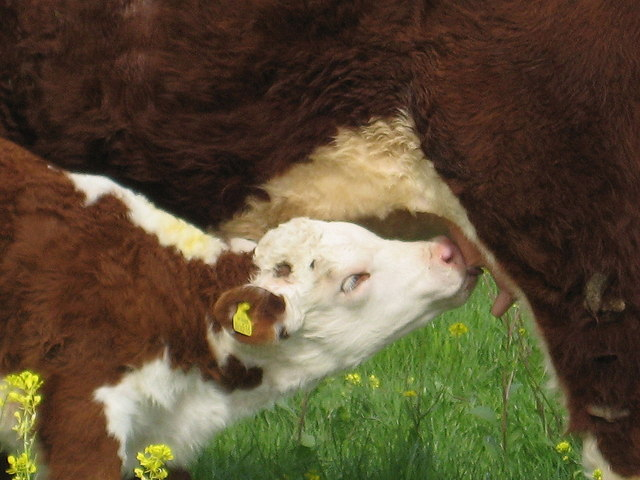
Sající tele herefordského skotu